# Стандрово
Ста́ндрово — село в Теньгушевском районе Республики Мордовия. Административный центр и единственный населённый пункт Стандровского сельского поселения.

## География
Расположено на реке Селдоре в 15 км к юго-юго-западу от села Теньгушево и 170 км от Саранска.

## История
Упоминается со 2-й половины XVI века.
По сведениям «Дозорной книги Степана Торбеева мордовских деревень Кадомского уезда», в 1614 г. в Стандрове (Станорово) было 26 дворов, в том числе 21 мордовский пашенный, 5 бобыльских (2 из них — отпущенных «немчинов»). К 1682 г. жители приняли крещение; в 1688 г. освящена деревенская церковь;; в 1791 г. была построена каменная Покровская церковь (барокко). По «Списку населённых мест Тамбовской губернии» (1866), Стандрово — село казённое из 185 дворов (1 249 чел.) Темниковского уезда; имелись 2 мельницы.

## Население
| 2002 | 2010 | 2012 | 2013 | 2014 | 2015 |
| ---- | ---- | ---- | ---- | ---- | ---- |
| 363  | ↘294 | ↘285 | ↘274 | ↘269 | ↘261 |
| 2016 | 2017 | 2018 | 2019 | 2020 | 2021 |
| ↘255 | ↘249 | ↘241 | ↘233 | ↘232 | ↘201 |

### Историческая численность населения
В 1779 г. в селе насчитывалось 513 чел., в 1930 г. 442 двора (2 335 чел.).

## Известные уроженцы
Стандрово — родина члена Государственной Думы Российской империи I созыва от Тамбовской губернии (1906) Тихона Яковлевича Учуватова.

## Инфраструктура
До революции многие жители занимались лесорубным промыслом. В 1887 г. была открыта церковно-приходская школа, в 1892 г. — земская школа; в 1896 г. действовали 5 ветряных мельниц, 5 просодранок, 2 кузницы, винная лавка; с 1915 г. — почтово-телеграфная станция.
Основа современной экономики — сельское хозяйство. В 1930 г. организован колхоз «Доброволец», с 1992 г. — СХП «Стандровское», с 1998 г. — К(Ф)Х И. С. Чиняева, с 2002 г. — В. К. Казакова.
В селе имеются школа, библиотека, дом культуры, отделение связи.

## Достопримечательности
церковь, памятник-обелиск воинам, погибшим в годы Великой Отечественной войны.

## Транспорт
Село доступно автотранспортом.